# Pterocerina americana
Pterocerina americana är en tvåvingeart som beskrevs av Charles Howard Curran 1934. Pterocerina americana ingår i släktet Pterocerina och familjen fläckflugor.
Artens utbredningsområde är Guyana. Inga underarter finns listade i Catalogue of Life.